# Systemtheorie (Luhmann)
Die Luhmannsche Systemtheorie ist eine Spielart der Systemtheorie des deutschen Soziologen Niklas Luhmann, in welcher die Welt als grundlegend aus autopoietischen Systemen bestehend betrachtet wird, welche klar von ihrer Umwelt getrennt sind (von ihm Differenz genannt). Einen besonderen Einfluss hatte diese auf die Soziologische Systemtheorie als eine soziologische Theorie, in welcher die Gesellschaft als ein „umfassendes soziales System, das alle anderen sozialen Systeme in sich einschließt“, beschrieben und erklärt wird. Er beschreibt, wie unter diesen Voraussetzungen Soziales entsteht und sich durch funktionale Differenzierung in verschiedene soziale Systeme abgrenzt.
Die Theorie ist von traditionellen Denkweisen und Ausgangspunkten komplett abgegrenzt. Luhmann lehnt ontologische und transzendentalphilosophische Voraussetzungen und auch den Subjektbegriff ab. Ausgenommen ist die Eingangsthese „Es gibt Systeme“ / „Es gibt selbstreferentielle Systeme“, die für Luhmann mit keinem erkenntnistheoretischen Zweifel verbunden ist. Luhmanns Theorie gilt zusätzlich unter anderem deshalb als besonders komplex, weil sie den Selbstbezug als Thema behandelt und gleichzeitig auf sich selbst Bezug nimmt.
Die Entwicklung der soziologischen Systemtheorie als Hauptwerk Luhmanns in Monographien besteht in der Grundlegung der Begriffe und Unterscheidungen (Soziale Systeme, 1984), in darauf folgenden Beschreibungen verschiedener ausdifferenzierter sozialer Systeme und schließlich in der Erklärung der Gesellschaft als umfassendes soziales System (Die Gesellschaft der Gesellschaft, 1997).

## Theoretische Grundentscheidungen
Statt von Einheiten (z. B. menschlichen Individuen) auszugehen, die durch ihre Beziehungen einzelne Systeme bilden und dadurch letztlich an Gesellschaft teilhaben, geht Luhmann auf einer sehr abstrakten Ebene von Ereignissen und von Differenzbildungen (vgl. Differenz (Luhmann)) aus. Ereignisse („Operationen“) schließen sich in spezifischer Weise und in spezifischen Medien an vorangegangene gleichartige Ereignisse an. Durch diese – gegenüber andersartigen Operationen geschlossenen – Operationsweisen entstehen Systeme, und mit diesen Systemen entstehen ihre systemspezifischen Umwelten. Die Operationsweise sozialer und psychischer Systeme ist autopoietisch, und die Operationen bilden abgeschlossene Kreisläufe: Die Operationen verschiedener Systeme durchdringen sich nicht, Operationen eines Systems können nicht direkt an Operationen eines anderen Systems anschließen. Dies ist unabhängig davon, dass handelnde Menschen und Folgen von Handlungen beobachtet werden. Das umfassende soziale System „Gesellschaft“ differenziert sich dadurch in weitere soziale Systeme aus (darunter: Wirtschaft, Recht, Wissenschaft, Politik, Religion, Erziehung). Luhmann setzt den evolutionären Prozess der funktionalen Ausdifferenzierung des Gesellschaftssystems in unterschiedliche soziale Systeme als zentralen Bestandteil seiner soziologischen Theorie und nimmt in diesem Zusammenhang Bezug auf historische Gesellschaftsformen und auf die Geschichte gesellschaftlicher Entwicklungen.
Die Operationen, durch die soziale Systeme entstehen, sind als Kommunikationen (vgl. Kommunikation (Luhmann)) beschrieben, die sich über spezifische Medien und auf spezifische Weise an vorangegangene gleichartige Kommunikationen anschließen. Die Operation Kommunikation ist dabei als Einheit von Information, Mitteilung und Verstehen beschrieben; Information, Mitteilung und Verstehen sind für Luhmann Selektionen. Die autopoietische Operation Kommunikation ist in diesem Sinne keine Übertragung oder Handlung, sondern ein „Prozessieren von Selektion“ oder eine „Synthese dreier Selektionen“. Der Kommunikationsbegriff kommt ohne den Begriff der Intentionalität und Sprachlichkeit aus. Kommunikation als Synthese der Selektionen Information, Mitteilung und Verstehen kann nicht auf einzelne Bewusstseine oder Individuen zurückgeführt werden – auch wenn es für den Fortgang der Kommunikation notwendig ist, die Mitteilung als Handlung zuzurechnen und Kommunikation vereinfachend mit dem Handlungsbegriff zu beschreiben. Kommunikationen – nicht Menschen, Gedanken oder individuelle Handlungen – sind die Letztelemente sozialer Systeme.
Bewusstseine sind als psychische Systeme beschrieben. Die Letztelemente psychischer Systeme sind Gedanken. Gedanken folgen auf Gedanken in einem Medium, das Luhmann als Sinn beschreibt. Bewusstseine sind ebenso wie soziale Systeme als sinnverarbeitende Systeme beschrieben; ihre Grenzen sind Sinngrenzen. Die Sichtweise auf Gesellschaft als umfassendes Sozialsystem ist evolutionär. Systeme und Umwelten – und damit auch Systeme und andere Systeme – entstehen und entwickeln sich durch gleichzeitiges Operieren. Die Zeit spielt eine wesentliche Rolle bei der Erklärung sozialer Vorgänge.
Ein Ausgangspunkt der Theorie ist die These (Setzung) der radikalen Trennung der Systeme in Bezug auf ihre Operationen. Auf der Ebene der Erfahrung und bezogen auf Bewusstseine (als psychische Systeme) wird mit der Setzung dieser Trennung die Unmöglichkeit benannt, dass der Eine („Ego“) die Gedanken des Anderen („Alter“) als solche und identisch erfahren kann, und dass der Eine folglich seine Gedanken nicht unmittelbar und direkt an die Gedanken des Anderen anschließen kann. Im Zusammenhang damit steht die Erfahrung, dass nicht alles, was gedacht wird, auch gesagt wird, dass also nicht alle Gedanken in die Kommunikation eingehen; und umgekehrt die Unmöglichkeit, alles Mitgeteilte komplett zu verstehen und in Form von Gedanken weiter zu prozessieren. Nicht alle Verstehensmöglichkeiten, die durch Kommunikation entstehen, werden auch realisiert. Darüber hinaus wird Kommunikation stringent als Prozess aufgefasst, der übergreifend ist und nicht durch den Rückgriff auf individuelle Bewusstseine erklärt werden kann.
Auch die Theorie selbst (und ihre Begriffe) ist zirkulär angelegt: „Gesellschaft“ wird nicht als etwas Bestehendes angesehen, das durch eine von ihr unabhängige Theorie beschrieben und erklärt werden kann, sondern als ihre eigene Theorie einschließend. Die Theorie des umfassenden Sozialsystems entsteht in der Gesellschaft, die durch sie beschrieben und erklärt wird. Luhmann schließt an den Gesellschaftsbegriff der „alteuropäischen Tradition“ an, grenzt sich aber vor allem durch die Denkweise der Zirkularität von der alteuropäischen Tradition, von der klassischen zweiwertigen Logik und der ontologischen Realitätsauffassung ab. Es geht ihm um die Neubeschreibung der Kernaussagen der alteuropäischen Tradition. Die Abgrenzung von traditionellen erkenntnistheoretischen und soziologischen Ansichten, die Einführung von Paradoxien (statt der traditionellen Logik) in die Theorie und die diesbezügliche Auseinandersetzung mit der Literatur und der Geschichte der Traditionen nimmt in den Texten Luhmanns breiten Raum ein. Eine leitende Frage, die durch diesen Neuansatz entsteht, und die Luhmann bei der Darlegung der Theorie häufig thematisiert, ist die Frage, „ob und wie Kommunikation eine Operation sein kann, die zur Emergenz und operativen Schließung eines eigenständigen sozialen Systems mit einer eigenen, nicht wahrnehmbaren (!), sondern nur denotierbaren Umwelt führt, [...] die Frage, wie eine Autopoiesis des Sozialen möglich ist“.

## Zugang zur Theorie Luhmanns
Die Luhmannsche Systemtheorie ist ein selbstreferentielles Produkt, sodass ein Verständnis von Teilen der Systemtheorie fast immer das Verständnis anderer Teile voraussetzt. In seinen Veröffentlichungen fiel es Luhmann dementsprechend auch mitunter schwer, eine Reihenfolge der Kapitel festzulegen. Daher bereitet auch ein erster Einstieg in die Systemtheorie oftmals Schwierigkeiten.

### Erkenntnistheoretische Voraussetzungen
Luhmann schließt sich den zu seiner Zeit besonders diskutierten Grundannahmen der konstruktivistischen Denkweise an. Wirklichkeit wird darin als Resultat eines Konstruktionsprozesses angesehen, der auf die eigenen Bedingungen des Erkennens zurückgeführt wird und nicht auf die Bedingungen einer erkenntnisunabhängigen „Realität“. Erkenntnisprozesse werden angestoßen, aber sie stehen auch dann unter eigenen, z. B. körperlichen Bedingungen. Auch die Unterscheidung, ob dieser Anstoß von „innen“ oder „außen“ kommt, wird nachträglich gemacht und steht wie alles andere auch unter den eigenen Bedingungen. Eine vom Erkenntnisprozess unabhängige „Realität“, von der alle Erkenntnis ausgelöst wird und auf die alle Erkenntnis gerichtet sei, wird im Konstruktivismus nicht als Bestandteil von Erklärungen und Theorien verwendet. Stattdessen wird dem Begriff des Beobachters, der seine Wirklichkeiten konstruiert, eine besondere Bedeutung beigemessen.
Luhmann bedient sich indes einer erkenntnistheoretischen Setzung, indem er sagt, „dass es Systeme gibt“. Diese Setzung kann als ontologisch aufgefasst werden, also als Behauptung eines erkenntnisunabhängigen Fixpunkts, auf den Luhmann seine Theorie bezieht. Die Annahme, dass für den Beobachter keine erkenntnisunabhängige Wirklichkeit vorhanden sei, fußt demnach bei Luhmann auf einer Aussage, mit der Erkenntnisunabhängiges behauptet wird: „Es gibt Systeme“.

### Abgrenzung vomHandelnund vomSubjektals zentralem Begriff
Mit der alltäglichen Vorstellung von handelnden Menschen, die durch ihre Beziehungen Systeme bilden, ist kein Zugang zur Systemtheorie Luhmanns zu finden. Es entstehen sofort unauflösbare Widersprüche der Sätze Luhmanns zu den allgemein verstandenen Auffassungen.
Eine Annäherung kann dagegen gelingen, wenn die Texte Luhmanns nicht sofort auf alltägliche Beobachtungen bezogen werden, sondern zunächst als Beschreibungen und Erklärungen höchst abstrakter Ereignisse aufgefasst werden, und wenn dabei zwei Ebenen auseinandergehalten werden: (1) die Ebene der Konstitution, das heißt die Ebene des Entstehens und Weiterbestehens sozialer Systeme und (2) die Ebene der Beobachtung, das heißt die Ebene der (Selbst-)Beobachtung und (Selbst-)Beschreibung, die durch die Systeme selbst geschieht.
1. Soziale Systeme entstehen und erhalten sich durch Kommunikation (als abstrakte Operation; nicht als menschliches Handeln);
2. Die Selbstbeobachtung und Selbstbeschreibung der Systeme geschieht als Zurechnung von Handeln.

„Auf die Frage, woraus soziale Systeme bestehen, geben wir mithin die Doppelantwort: aus Kommunikationen und deren Zurechnung als Handlung.“ „Kommunikation ist die elementare Einheit der Selbstkonstitution [sozialer Systeme], Handlung ist die elementare Einheit der Selbstbeobachtung und Selbstbeschreibung sozialer Systeme.“
Kommunikation als Begriff der Systemtheorie beschreibt eine abstrakte Operation und kein Handeln im allgemein verstandenen Sinne. Auch die Zurechnung ist eine abstrakte Operation. Damit erläutert Luhmann, dass Kommunikation – eine übergreifende, Selektionen synthetisierende Operation – dennoch als Handlung wahrgenommen wird. Dass handelnde Menschen beobachtet werden, wird von der Systemtheorie also keinesfalls ausgeschlossen, jedoch anders erklärt: als Resultate der spezifischen Operationen von Systemen. Das heißt: „Menschen“ und „Handlungen“ kommen zwar auf der Ebene der Beobachtungen vor, die Ebene der Konstitution (Entstehung) lässt sich mit diesen Begriffen jedoch für Luhmann nicht beschreiben und erklären.
Hintergrund ist das Ziel Luhmanns, „klassische“, „alteuropäische“ und „subjektivistische“ Denktraditionen aufzugeben und die Gesellschaft völlig anders (und auch nicht ‚klassisch logisch‘) zu denken. Subjekt und Handlung sind für Luhmann keine „elementare Einheiten“, aus der sich soziale Systeme bilden (s. o.). Die Erläuterung dieses Ziels nimmt viel Raum in den Texten Luhmanns ein und wird an vielen Stellen auf verschiedene Art und Weise wiederholt. „... mit Hilfe der Vorstellung, daß Systeme mit ihren eigenen Operationen eine Beschreibung von sich selbst anfertigen und sich selbst beobachten können, läßt sich der Zusammenhang von Kommunikation, Handlung und Reflexion aus der Subjekttheorie (der Theorie der Subjektivität des Bewußtseins) herauslösen.“ „Sieht man den Menschen als Teil der Umwelt der Gesellschaft an (statt als Teil der Gesellschaft selbst), ändert das die Prämissen aller Fragestellungen der Tradition, also auch die Prämissen des klassischen Humanismus. Das heißt nicht, daß der Mensch als weniger wichtig eingeschätzt würde im Vergleich zur Tradition. Wer das vermutet [...] hat den Paradigmawechsel in der Systemtheorie nicht begriffen.“

## Eigenschaften von Systemen

### Differenz von System und Umwelt statt Differenz von Teil und Ganzem
Verbreitete Vorstellungen von Systemen betreffen Einzelteile, die zu einem Ganzen verbunden werden oder sich selbst zu einem Ganzen verbinden. Eine Gesellschaft besteht nach diesen (nicht von Luhmann vertretenen) Vorstellungen aus einzelnen Menschen und ihren Beziehungen. Diese Ideen stammen teilweise aus der Antike. Gesellschaftliche Prozesse wie die Entstehung oder Organisation wurden mit sozialen oder göttlichen Mächten erklärt.
Für Luhmann hingegen ist erstes Kriterium die von ihm behauptete Tatsache, dass ein System sich prinzipiell gegen seine Umwelt abgrenzt. Es gibt also immer etwas, was zum System gehört, und etwas, was nicht dazu gehört (Umwelt). Auch andere Systeme gehören zur Umwelt. Diese Differenz System/Umwelt liegt der gesamten Systemtheorie zugrunde.

### Autopoiesis
Eine weitere wesentliche Voraussetzung für das Vorhandensein eines Systems ist die Fähigkeit, sich selbst (wieder-)herzustellen, also die Autopoiesis. Der Merksatz im Luhmannschen Sinne lautet: Wenn es sich nicht selbst macht, ist es kein System. Dabei bezog sich Luhmann auf das Konzept der chilenischen Neurobiologen Humberto Maturana und Francisco Varela. Diese wendeten das Konzept der Autopoiesis auf organische Prozesse an und meinten damit, dass Systeme sich mit Hilfe ihrer eigenen Elemente selbst herstellen. Lebewesen sind die ursprünglichen Beispiele für autopoietische Systeme. Für den Beobachter ereignet sich Leben von selbst, ohne dass ein äußerer herstellender Prozess eingreift. Luhmann überträgt dieses Konzept nicht nur auf biologische Systeme, sondern auch auf psychische Systeme und insbesondere soziale Systeme. Auch diese reproduzieren sich selbst mit Hilfe ihrer systemeigenen Operationen (zur weiteren Erklärung dieser Operationen: siehe unten).

### Geschlossenheit der Operationen
Luhmann versteht unter Operation die Reproduktion eines Elements eines autopoietischen Systems mit Hilfe der Elemente desselben Systems. Ein System entsteht und erhält sich dadurch, dass Operationen aneinander anschließen. Wenn organische Prozesse als Operationen aneinander anschließen, entsteht ein organisches System. Wenn Gedanken als Operationen aneinander anschließen, entsteht ein psychisches System (auch: „Bewusstseinssystem“). Wenn Kommunikationen als Operationen aneinander anschließen, entsteht ein soziales System (auch: „Kommunikationssystem“).
Ein System besteht so lange, wie Operationen jeweils nächste gleichartige Operation ermöglichen. Operationen müssen anschlussfähig sein. Wie eine Operation abläuft, hängt von der jeweils vorangegangenen Operation ab. Deshalb werden diese Systeme als operational geschlossen aufgefasst. So schließt z. B. im psychischen System stets Bewusstsein an Bewusstsein an: Bewusstsein ist der Operationsmodus psychischer Systeme. Systemfremde Operationen wie Kommunikationen können daran nicht anschließen. Entsprechend können Bewusstseinsinhalte auch nicht an organische Operationen angeschlossen werden oder umgekehrt. „So wenig wie ein Organismus jenseits seiner Haut weiterleben…“ oder „ein Auge Nervenkontakt mit dem, was es sieht, herstellen kann“, so wenig kann „ein psychisches System sein Bewußtsein operativ in die Welt hinein verlängern“. Dieser Ausschluss gilt sogar für die Umwelt des eigenen Körpers. Damit ist allerdings nicht gesagt, dass jedes dieser Systeme unabhängig voneinander existieren könnte. „Selbstreferentielle Geschlossenheit ist (…) nur in einer Umwelt, ist nur unter ökologischen Bedingungen möglich.“ Aufgabe der Systemtheorie ist es also, zu erklären wie es möglich ist, dass alle diese Systemtypen trotz irreduzibler Geschlossenheit zusammenhängen und in Kontakt stehen.

## Biologische Systeme
Nicht Hauptbetrachtungspunkt, aber ebenfalls Bestandteil zur Vervollständigung der Luhmannschen Systemtheorie sind Biologische Systeme. Darunter ist der Körper eines Lebewesens zu verstehen. Ebenso wie soziale Systeme grenzt sich ein biologisches System von seiner Umwelt ab, z. B. durch die Grenze des Körpers. Und ebenso wie soziale Systeme operiert es permanent, nämlich indem es lebt. Auch die Reproduktion ist eine Eigenschaft des biologischen Systems, ebenso wie der beiden anderen Systemtypen.

## Psychische Systeme
Unter einem Psychischen System wird nach Luhmann ein Bewusstseinsprozess verstanden, wie er beispielsweise in einem menschlichen Gehirn stattfindet. Auch das psychische System existiert nur so lange, wie es operiert, also einen Prozess vollzieht. Wenn das psychische System damit aufhört, existiert es nicht mehr. Ein psychisches System kann laut Luhmann nicht selbst kommunizieren, aber es ist Voraussetzung dafür.

## Soziale Systeme
Ein soziales System ist laut Luhmann nichts anderes als Kommunikation. Die Begriffe Kommunikation und Soziales System sind derart eng miteinander verknüpft, dass sie praktisch synonym verwendet werden können. Wann immer etwas kommuniziert, ist es ein soziales System, und umgekehrt muss jedes soziale System kommunizieren (operieren), um zu existieren. Dabei sind es ausdrücklich nicht Menschen, die kommunizieren, sondern die Kommunikation kommuniziert selbst. Der Körper eines Menschen (als biologisches System) mit einem Bewusstsein (psychisches System) ist in vielen Fällen Voraussetzung für das Funktionieren eines sozialen Systems, also der Kommunikation, aber ein Mensch ist nicht das soziale System selbst, was oft zu Unverständnis der Luhmannschen Systemtheorie führt. Dementsprechend kann ein Mensch nach dem Luhmannschen Theorieverständnis auch nicht kommunizieren, da dies nur soziale Systeme können. Beispiele für soziale Systeme sind z. B. die Gesellschaft, eine Familie, ein Gespräch oder eine kurze Begegnung, nicht aber die Menschen an sich.
Luhmann erläuterte das, was er unter sozialen Systemen versteht, einmal mit den folgenden Worten:
„Ein soziales System kommt zustande, wenn immer ein autopoietischer Kommunikationszusammenhang entsteht und sich durch Einschränkung der geeigneten Kommunikation gegen eine Umwelt abgrenzt. Soziale Systeme bestehen demnach nicht aus Menschen, auch nicht aus Handlungen, sondern aus Kommunikationen.“

### Kommunikation als Operation sozialer Systeme
Der Kommunikationsbegriff bei Luhmann beruht auf der These der operationalen Geschlossenheit der Systeme in Bezug auf die systemeigenen Operationen bei gleichzeitiger informationeller Offenheit gegenüber ihrer Umwelt. Die Operationen der psychischen Systeme – das wären die Gedanken eines Bewusstseins – können das eigene System niemals verlassen. Folglich können sie nicht in die Kommunikation eingehen und zu einem „Bestandteil“ des Kommunikationsprozesses werden. Nur über strukturelle Kopplungen können z. B. Kommunikationen indirekt über die Umwelt „angestoßen“ werden. Das heißt, dass weder eine „direkte Übertragung“ von Gedanken möglich ist (zum Beispiel ins Bewusstsein eines Gesprächspartners), noch eine „direkte Einflussnahme“ auf den Verlauf des kommunikativen Geschehens. Der daraus resultierende Kommunikationsbegriff weicht von klassischen Theorien wie dem Sender-Empfänger-Modell deutlich ab, wobei er teils zu vergleichbaren Ergebnissen kommt (z. B. „gedacht ist nicht gesagt, gesagt ist nicht gehört […]“). Er widerspricht dem von vielen Menschen zu Grunde gelegtem intuitiven Alltagsverständnis von Kommunikation, nach dem man selbst (also das Bewusstsein) „derjenige“ sei, der kommuniziere.
Die Annahme operativer Geschlossenheit macht es notwendig, bei Kommunikation von einem völlig von Bewusstseinsoperationen verschiedenen Ereignistyp auszugehen. Da sie aber als ebenfalls systemisches Geschehen erkannt und beschrieben werden kann, muss ihr auch eine radikale Eigenständigkeit und Abgeschlossenheit gegenüber den Vorgängen im Bewusstsein zugeschrieben werden. Diese These wird in der Aussage Luhmanns deutlich: „Der Mensch kann nicht kommunizieren; nur die Kommunikation kann kommunizieren.“
Diese Unterscheidung zwischen psychischer (bewusster) und sozialer (kommunikativer) Realität kann als Versuch verstanden werden, radikal konstruktivistische Ansätze ebenso wie den Subjektivismus der Phänomenologie Husserls mit der Beobachtung von Sozialität zu vereinbaren. Beide Denkrichtungen beschreiben das Bewusstsein als geschlossen und müssen in der Folge erklären, auf welche Weise geschlossene Bewusstseine in Kontakt zueinander stehen. Die Erklärung von Sozialität wird bei Luhmann durch die Begriffe der Emergenz und der Ausarbeitung des Kommunikationsbegriffs ermöglicht.

### Kommunikationsmedien
Die Systemtheorie Luhmanns sucht nach Erklärungen für die Beobachtung, dass trotz dieser Bedingungen, welche die Kommunikation zunächst sehr unwahrscheinlich machen, Kommunikation trotzdem stattfindet. Schrift etwa kann als Medium verstanden werden, das Kommunikation wahrscheinlicher macht. Aber auch körperliche Anwesenheit und Arbeit helfen dem Stattfinden, weil man hier den „Selektionsofferten“ der Mitteilenden praktisch nicht aus dem Weg gehen kann (man kann nicht nicht kommunizieren).
Wahrscheinlicher wird soziales Geschehen aber auch dadurch, dass das Zustandekommen von Kommunikation auf weniger komplexe Grundlagen gestellt wird. So verläuft gesellschaftlich relevante Kommunikation nach Luhmann typischerweise über so genannte symbolisch generalisierte Kommunikationsmedien wie Macht, Geld, Recht, Liebe, Kunst oder Wahrheit. Sie vereinfachen Kommunikation dadurch, dass sie diese ihrem jeweiligen Schematismus unterstellen (z. B. Macht haben/keine Macht haben, zahlen/nicht-zahlen, recht/unrecht, lieben/nicht-lieben usw.). Sie machen das Zustandekommen von Kommunikation deshalb wahrscheinlicher (und die entsprechenden gesellschaftlichen Funktionssysteme erfolgreicher).
Ein systemspezifischer Code fungiert dabei als Leitunterscheidung aller systemspezifischen Kommunikationen und macht sie als systemzugehörig erkennbar. Im Wirtschaftssystem erhöht die Leitunterscheidung Zahlen/nicht Zahlen die Wahrscheinlichkeit, dass auf jede Zahlung eine neue erfolgt – dies wäre ein Beispiel für den Anschluss einer systemspezifischen Kommunikation an eine andere. (Kommunikation ist hier nicht als menschliche Handlung, gar als Sprachhandlung, anzusehen.) Dies funktioniert über das generalisierte Kommunikationsmedium Geld, das die letzte Zahlung mit der jetzigen verknüpft. Würde das Geld nicht mehr als Kommunikationsmedium akzeptiert, hätte das betreffende Wirtschaftssystem seine Anschlussfähigkeit verloren.

### Soziale und psychische Systeme als sinnverarbeitende Systeme
Soziale Systeme sind sinnverarbeitende Systeme. „Sinn“ ist nach Luhmann für psychische und soziale Systeme ihre eigentliche, nicht reduzierbare und nicht transzendierbare Wirklichkeitsform. „Nicht alle Systeme verarbeiten Komplexität und Selbstreferenz in der Form von Sinn; aber für die, die dies tun, gibt es nur diese Möglichkeit. Für sie wird Sinn zur Weltform…“. Luhmanns Sinnbegriff ist (mit einigen wesentlichen Unterschieden) stark an die Phänomenologie Edmund Husserls angelehnt.
Sinn kann verstanden werden als Bezeichnung für die Art und Weise, in der soziale und psychische Systeme Komplexität reduzieren. Die Grenze eines Systems zur Umwelt markiert somit ein Komplexitätsgefälle zwischen Umwelt und System. In einem sozialen System entsteht durch die Reduktion von Komplexität im Vergleich zur Umwelt eine höhere Ordnung mit weniger Möglichkeiten (Emergenz). Durch die Reduktion von Komplexität vermitteln soziale Systeme zwischen der unbestimmten Weltkomplexität und der Komplexitätsverarbeitungskapazität psychischer Systeme.
Allen psychischen und sozialen Prozessen ist ein Sinnzwang auferlegt, dabei kann Sinn weder vermieden noch verneint werden.

### Typen sozialer Systeme
Luhmann unterscheidet drei Typen sozialer Systeme: Interaktionen, Organisationen und Gesellschaften.

### Funktionale Ausdifferenzierung
Jedes Gesellschaftssystem grenzt sich mit Hilfe eines zweiwertigen (binären) Codes von der Umwelt ab und hält auf diese Weise den Prozess der Selbstreproduktion aufrecht. Dies sind in der Wirtschaft: zahlen/nicht-zahlen; in der Politik: Macht/keine Macht; in der Religion: Immanenz/Transzendenz; im Rechtssystem: Recht/Unrecht; im Wissenschaftssystem: wahr/unwahr; in den (Massen-)Medien: Information/Nichtinformation u. a.

## Kritik
Viele Beiträge der kritischen Diskussion beziehen sich auf die Abgrenzung vom Handeln als Begriff in einer soziologischen Systemtheorie. Dabei wird die Frage gestellt, was eine soziologische Theorie nützt, die keine Begriffe für handelnde Menschen bereitstellt. Luhmann und seine Befürworter sehen jedoch diesen Zugang ohne handelnde Menschen als das Neue und Weiterführende in der Theoriebildung über Gesellschaften an.
Die Verbindung von (theoretischer) Erklärung und den beobachteten Phänomenen ist ein weiterer Gegenstand der Kritik. Die Kritiker sehen in der universellen Anwendbarkeit den Grund für die Nutzlosigkeit der neuen systemtheoretischen Erklärungen für konkrete praktische Probleme. Luhmann und seine Befürworter sehen die umfassende Anwendbarkeit der neuen Systemtheorie als eine Stärke an. Demnach lässt sich mit Hilfe dieser Theorie tatsächlich alles erklären, was als gesellschaftlich bezeichnet werden kann.
Die Systemtheorie nach Luhmann ist auch aufgrund ihres hohen begrifflichen Abstraktionsniveaus umstritten. Sie stelle eher eine Begriffssammlung als ein Theoriegebäude dar: „Hinter der Fassade ungeheurer Schwierigkeit und einem komplizierten Räderwerk artistischer Begrifflichkeit steckt lediglich eine Handvoll simpler Sätze: Die Welt ist kompliziert, alles ist mit allem verbunden, der Mensch erträgt nur ein begrenztes Maß an Kompliziertheit.“ Dabei bestehe weder eine präzise und allgemein akzeptierte Definition des funktionalistischen Systembegriffs, noch gebe es über die Lösung der vier Problembereiche gemäß AGIL-Schema bei Parsons hinaus explizite Hypothesen.
Dadurch, dass der Anspruch der Systemtheorie lediglich darin bestehe, funktional-strukturelle Beschreibungen zu liefern, folge auch ihr Selbstverständnis als nicht im Sinne der kritischen Theorie kritisch ausgerichteten Theorie. Bekannt ist in diesem Zusammenhang Luhmanns Kontroverse mit Jürgen Habermas.
Außerdem wird der Systemtheorie eine versteckte Teleologie zum Vorwurf gemacht: Indem die Zielorientierung eines Subsystems zur Erhaltung des gesamten Systems als positive Funktion gewertet wird, geschieht eine versteckte Wertung und eine Legitimation des gesellschaftlichen Status quo. Bereits Robert K. Merton hatte von latenten (verborgenen) und manifesten (expliziten) Funktionen eines Systems gesprochen und somit die funktionale Einheit eines Systems zurückgewiesen.
Da Systeme jeweils nach eigenen Gesetzmäßigkeiten arbeiten, hält Luhmann Eingriffs- bzw. Steuerungsversuche eines Systems in ein anderes grundsätzlich für problematisch: Die Wirtschaft kann etwa von der Politik nur sehr bedingt gesteuert werden oder auch umgekehrt. Das Gesetz der Autopoiesis setzt laut Luhmann den Bemühungen einer rationalen, ethischen, gerechten Gestaltung der gesellschaftlichen Verhältnisse enge Grenzen – daher gilt Luhmann etwa im Vergleich zu Jürgen Habermas oder Ulrich Beck als politisch konservativ.
Diese Einschätzung ist jedoch ihrerseits als oberflächlich kritisiert worden, da beispielsweise zentrale Begriffe (neo-)konservativer Politik wie Organismus, Nation und Leitkultur in Luhmanns Systemtheorie als beobachterabhängige Konstruktionen behandelt werden, und nicht etwa als gegebene oder gar erstrebenswerte Zustände. Karl-Siegbert Rehberg sieht Luhmann als Theoretiker der Enthierarchisierung und Dezentralisierung. So sei nach Karl Mannheims Unterscheidung von konservativ und traditionalistisch Luhmann bestenfalls als traditionalistisch einzuordnen. Luhmann war „kein Konservativer, kein Anti-Aufklärer, erst recht nicht reaktionär - denn die handelnde Wiederherstellung von Vergangenheiten ist vielleicht noch lächerlicher als die handelnde Vorwegnahme möglicher Zukünfte. Aber ein großer Autor der Stabilisierung (durch Veränderung) war er eben doch“, so Rehberg.

## Weiterentwicklung
Luhmanns Systemtheorie wird vor allem in Deutschland und Italien rezipiert. An der Weiterentwicklung der soziologischen Systemtheorie arbeiten in Deutschland vor allem die Soziologie-Professoren und Schüler Luhmanns Rudolf Stichweh, Peter Fuchs, Dirk Baecker, Elena Esposito, Armin Nassehi, Helmut Willke und André Kieserling. Im Rahmen der Textlinguistik ist die Systemtheorie von Christina Gansel (2011) weiterentwickelt worden.

## Anwendungsbereiche
Zahlreiche Handlungswissenschaften wie die Psychologie, Psychotherapie, Beratung, Pädagogik, Soziale Arbeit und Organisationsentwicklung beziehen sich nicht nur auf die allgemeine Systemtheorie als Grundlagentheorie, sondern verweisen explizit auf ihre Orientierung an Luhmanns Systembegriff. Hierbei werden seine Definitionen und Modelle zur Erklärung von Phänomenen in sozialen, pädagogischen, therapeutischen und organisationalen Anwendungsbereichen herangezogen. Auch findet Luhmanns Systemtheorie als theoretischer Hintergrund zur Bildung von Hypothesen und zur Planung von Interventionen Verwendung. Dieser Bezug wird oft durch Bezeichnungen, wie „systemisch“, „systemisch-konstruktivistisch“ oder „systemisch-lösungsorientiert“ markiert.

## Trivia
1969 gab Luhmann bei seiner Aufnahme in die neu gegründete Fakultät für Soziologie an der Universität Bielefeld als sein Forschungsprojekt an: „Theorie der Gesellschaft; Laufzeit: 30 Jahre; Kosten: keine.“ 28 Jahre nach dieser Antragsstellung (1997) veröffentlichte er sein Werk Die Gesellschaft der Gesellschaft, das als umfassende Theorie der Gesellschaft angesehen werden kann; wenig später starb er (1998).

### Primärliteratur (Auswahl)
- Soziale Systeme. Grundriß einer allgemeinen Theorie. Frankfurt am Main 1984. (2001, ISBN 3-518-28266-2)
- Die Wirtschaft der Gesellschaft. Frankfurt am Main 1988, ISBN 3-518-28752-4.
- Die Wissenschaft der Gesellschaft. Frankfurt am Main 1990, ISBN 3-518-28601-3.
- Das Recht der Gesellschaft. Frankfurt am Main 1993, ISBN 3-518-28783-4.
- Die Realität der Massenmedien. 1996, ISBN 3-531-12841-8.
- Die Kunst der Gesellschaft. Frankfurt am Main 1997, ISBN 3-518-28903-9.
- Die Gesellschaft der Gesellschaft. Frankfurt am Main 1997, ISBN 3-518-28960-8.
- Die Politik der Gesellschaft. Frankfurt am Main 2000, ISBN 3-518-29182-3.
- Die Religion der Gesellschaft. Frankfurt am Main 2000, ISBN 3-518-29181-5.
- Das Erziehungssystem der Gesellschaft. Frankfurt am Main 2002, ISBN 3-518-29193-9.
- Niklas Luhmann, Dirk Baecker (Hrsg.): Einführung in die Systemtheorie. 5. Auflage. Carl Auer, 2009, ISBN 978-3-89670-459-7.
- Die Moral der Gesellschaft. 2008, ISBN 978-3-518-29471-0.
- Niklas Luhmann, André Kieserling (Hrsg.): Politische Soziologie. Suhrkamp, Frankfurt am Main 2010, ISBN 978-3-518-58541-2.

### Sekundärliteratur

#### Einführungen
- Claudio Baraldi, Giancarlo Corsi, Elena Esposito: GLU. Glossar zu Niklas Luhmanns Theorie sozialer Systeme. Suhrkamp, Frankfurt am Main 1999.
- Frank Becker, Elke Reinhardt-Becker: Systemtheorie. Eine Einführung für die Geschichts- und Kulturwissenschaften. Campus, Frankfurt am Main 2001.
- Margot Berghaus: Luhmann leicht gemacht. Böhlau, Köln/ Weimar/ Wien 2003.
- Michael Gerth: Luhmann für Einsteiger. Multimediale Einführung in die Systemtheorie von Niklas Luhmann. Software, 2005 (online).
- Georg Kneer, Armin Nassehi: Niklas Luhmanns Theorie sozialer Systeme. Eine Einführung. 1993, ISBN 3-8252-1751-5. (4. Aufl. 2004)
- Detlef Krause: Luhmann-Lexikon. Stuttgart 2001.
- Walter Reese-Schäfer: Niklas Luhmann zur Einführung. (= Zur Einführung. Band 205). 4. Auflage. Junius, Hamburg 2001, ISBN 3-88506-305-0.
- Christian Schuldt: Systemtheorie. Europäische Verlagsanstalt, Hamburg 2003. (2. Aufl. 2006)
- Helmut Willke: Systemtheorie. Eine Einführung in die Grundprobleme der Theorie sozialer Systeme. 4., überarb. Auflage. Stuttgart 1993.

#### Kritische Diskussion
- Alex Demirovic (Hrsg.): Komplexität und Emanzipation. Kritische Gesellschaftstheorie und die Herausforderung der Systemtheorie Niklas Luhmanns. Münster 2001.
- Hans-Joachim Giegel, Uwe Schimank (Hrsg.): Beobachter der Moderne – Beiträge zu Niklas Luhmanns „Die Gesellschaft der Gesellschaft“. Frankfurt am Main 2003.
- Hans Haferkamp, Michael Schmid (Hrsg.): Sinn, Kommunikation und soziale Differenzierung. Beiträge zu Luhmanns Theorie sozialer Systeme. Frankfurt am Main 1987.
- Markus Holzinger, Niklas Luhmanns Systemtheorie und Kriege. In: Zeitschrift für Soziologie. Jg. 43, Heft 6, 2014, S. 458–475.
- Dirk Martin: Überkomplexe Gesellschaft. Eine Kritik der Systemtheorie Niklas Luhmanns. Münster 2009.
- Peter-Ulrich Merz-Benz, Gerhard Wagner (Hrsg.): Die Logik der Systeme. Zur Kritik der systemtheoretischen Soziologie Niklas Luhmanns. Konstanz 2000.

#### Sonstiges
- Dirk Baecker: Wozu Systeme? Berlin 2002, ISBN 3-931659-23-2.
- Gralf-Peter Calliess, Systemtheorie Luhmann / Teubner. In: Sonja Buckel, Ralph Christensen, Andreas Fischer-Lescano: Neue Theorien des Rechts. Lucius und Lucius, Stuttgart 2006, ISBN 3-8252-2744-8.
- Thomas Latka: Topisches Sozialsystem. Heidelberg 2003, ISBN 3-89670-321-8.
- Holger Lindemann: Konstruktivismus, Systemtheorie und praktisches Handeln. Eine Einführung für pädagogische, psychologische, soziale, gesellschaftliche und betriebliche Handlungsfelder. Vandenhoeck & Ruprecht, Göttingen 2019.
- Andreas Göbel: Theoriegenese als Problemgenese: Eine problemgeschichtliche Rekonstruktion der soziologischen Systemtheorie Niklas Luhmanns. Universitätsverlag Konstanz, Konstanz 2000, ISBN 3-87940-702-9. (Univ. Diss., Essen 1999)
- Andreas Metzner: Probleme sozio-ökologischer Systemtheorie – Natur und Gesellschaft in der Soziologie Luhmanns. Westdeutscher Verlag, Opladen 1993, ISBN 3-531-12471-4. (Volltext)